# Montgomery Asbergうつ病評価尺度
Montgomery Asbergうつ病評価尺度(Montgomery–Åsberg Depression Rating Scale)、頭文字の略称でMADRSは、10項目からなる診断用の質問票で、精神科医によって、気分障害の人のうつ病エピソードの重症度の評価に用いられる。1979年にイギリスとスウェーデンの研究者によって設計されたこの尺度は、ハミルトンうつ病評価尺度 (HAMD) の補助が意図されており、抗うつ薬や他の種類の治療による変化に対してHAMDよりも精度が高い。その2つの査定との間の統計的相関は高度である。

## 解釈
高いMADRSの点数は、より重篤なうつ病を示しており、個々の項目の割り当ては0から6点である。合計点数の幅は0から60点である。
質問票は以下の症状についての質問である。
1. 見てわかる悲しみ
2. 報告された悲しみ
3. 心の緊張
4. 睡眠の減少
5. 食欲低下
6. 集中の困難さ
7. けん怠感
8. 気分の感じ取りにくさ
9. 悲観的な思考
10. 自殺念慮
通常のカットオフ値は以下である。
- 0-6 - 正常[6] /症状なし[5]
- 7-19 – 軽症のうつ病[5][6]。
- 20-34 – 中等症のうつ病[6]。
- 34以上 – 重症のうつ病[6]。

## MADRS-S
この尺度の自己評価版であるMADRS-S は、臨床実務でよく使われ、専門家による評価にある程度は相関する。これは9つの質問であり、合計点数は0から27である。